# San Donato (Orbetello)
San Donato è una frazione del comune italiano di Orbetello, nella provincia di Grosseto, in Toscana.

## Geografia fisica

### Territorio
La frazione è situata nell'area meridionale della Maremma grossetana, nell'entroterra di quella che è comunemente chiamata Costa d'Argento. Il territorio è a carattere unicamente rurale e comprende tutta quella porzione della campagna orbetellana delimitata a nord dal torrente Osa e a sud dal fiume Albegna. L'altitudine minima è di 6 m s.l.m., mentre la massima è di 45 m. I due piccoli centri abitati che compongono la frazione, San Donato Centro e San Donato Vecchio, si trovano rispettivamente a 33 m e 9 m d'altitudine.
La frazione di San Donato confina a nord con Fonteblanda, ad est con Magliano in Toscana, a sud con Albinia e ad ovest con il mar Tirreno. Dista inoltre poco più di 15 km dal capoluogo comunale e circa 30 km da Grosseto.

### Clima
Dati:
| San Donato         | Gen  | Feb  | Mar  | Apr  | Mag  | Giu  | Lug  | Ago  | Set  | Ott  | Nov  | Dic  |
| ------------------ | ---- | ---- | ---- | ---- | ---- | ---- | ---- | ---- | ---- | ---- | ---- | ---- |
| T. max. media (°C) | 12,9 | 13,8 | 16,0 | 19,9 | 24,5 | 29,0 | 33,1 | 33,5 | 28,7 | 22,6 | 16,9 | 13,7 |
| T. min. media (°C) | 2,7  | 3,5  | 5,7  | 8,6  | 11,9 | 14,7 | 17,3 | 17,1 | 14,0 | 10,2 | 6,1  | 3,4  |

## Storia
Il territorio di San Donato è stato frequentato in epoca etrusca sin dal VII secolo a.C., come dimostrano gli scavi archeologici qui effettuati tra la fine del XIX e la seconda metà del XX secolo. Tuttavia, il territorio in epoca medievale fu fortemente spopolato e soltanto in epoca lorenese, sotto il Granducato di Toscana, iniziarono i primi tentativi di bonifica e di ripopolamento dell'agro maremmano.
Agli inizi del Novecento iniziarono i primi processi di appoderamento e razionalizzazione delle campagne, oltre che opere di bonifica grazie alla costruzione di idrovore negli anni trenta. I poderi erano composti dalla casa colonica e dalla stalla, e negli anni tra il 1909 e il 1939 si registra un incremento di abitazioni e un forte ripopolamento della campagna. Ancora oggi sopravvivono a San Donato numerose case coloniche originarie del periodo post-lorenese, quali il podere Quadroni, il podere San Giovanni, il podere Bellavista, il casale Volta di Rote, il casale Ferro di Cavallo e l'azienda agraria Il Tizzano: alcune mantengono il primitivo aspetto, altre sono state ristrutturate e in parte modificate. Dal 1933 la tenuta di San Donato (1 800 ettari), che allora faceva parte della società torinese "Aziende agricole maremmane", fu gestita dal barone Felice Andreis.
Il borgo di San Donato Centro nacque negli anni cinquanta come centro servizi per i numerosi poderi, nell'ottica di razionalizzazione delle campagne avviata con la riforma fondiaria nel 1951.

## Monumenti e luoghi d'interesse

### Architetture religiose
Presso la località di San Donato Centro è situata la chiesa di San Donato, chiesa parrocchiale della frazione, che è stata consacrata il 28 maggio 1961. La chiesa fu fortemente voluta dal vescovo di Grosseto Paolo Galeazzi, il quale affidò il progetto per la sua realizzazione all'ingegnere Ernesto Ganelli, noto per aver disegnato e progettato la quasi totalità delle chiese delle diocesi grossetane tra gli anni trenta e gli anni sessanta del Novecento. Al fianco della chiesa si eleva un imponente campanile cuspidato alto 37 metri e dotato di quattro campane.
La chiesa è sede di parrocchia costituita il 1º aprile 1943. La parrocchia di San Donato si estende su un territorio di circa 540 abitanti.

### Siti archeologici
Presso la frazione sono stati rinvenuti numerosi manufatti e resti di epoca antica che documentano una frequentazione del territorio almeno a partire dal VII secolo a.C.. Nelle vicinanze di San Donato Centro è stata rinvenuta negli anni ottanta del XX secolo una necropoli etrusca databile tra la seconda metà del VII e la prima metà del VI secolo a.C.: la necropoli si compone di sei tombe a camera di pietra calcarea, precedute da un dromos. Poco distante, durante i lavori di bonifica, sono state ritrovate alcune testine in terracotta, mentre presso la tenuta di San Donato alcuni scavi hanno permesso di riportare alla luce un altare in marmo con iscrizione dedicata ad Augusto.
Nei dintorni si sono poi susseguiti vari ritrovamenti di epoca antica, come un bassorilievo raffigurante dei giochi, i resti di una villa romana e, in direzione di Albinia, una fornace per ceramiche, datata al I secolo a.C., che mantiene ancora i pilastri di sostegno del piano cottura. Si segnala poi il ritrovamento di una piccola necropoli romana con tombe alla cappuccina presso il podere San Giovanni, e un miliario romano rinvenuto presso il podere Volta di Rote: sul miliario si legge un'iscrizione dedicata a Marco Emilio Scauro.
In località Doganella, al confine con il territorio comunale di Magliano in Toscana, si segnala inoltre la presenza di un insediamento abitativo identificato negli anni settanta del XX secolo con la città di Kalousion, menzionata da Polibio. I resti furono visionati per la prima volta nel 1842 dall'archeologo George Dennis, il quale identificò erroneamente la località con la città di Vetulonia. L'area archeologica della Doganella testimonia la presenza di un esteso centro abitato, risalente alla fine del VII secolo a.C., che conobbe un incremento urbano e demografico tra il VI e il IV secolo a.C., per poi essere abbandonato in seguito alla conquista romana del III secolo a.C.. Gli scavi hanno permesso di riportare alla luce lo zoccolo perimetrale dei muri delle abitazioni a pianta rettangolare e di documentare la presenza di mura fortificate di una lunghezza di circa 7 km.

## Società

### Evoluzione demografica
Quella che segue è l'evoluzione demografica di San Donato. Sono indicati gli abitanti dei due centri abitati principali (San Donato Centro e San Donato Vecchio) e dove è possibile è messa tra parentesi la cifra riferita all'intero territorio della frazione. 
| Anno | Abitanti                                        | Abitanti |
| Anno | Centri abitati                                  | Frazione |
| ---- | ----------------------------------------------- | -------- |
| 1961 | 74 (San Donato Centro) 87 (San Donato Vecchio)  | 1 017    |
| 1981 | 114 (San Donato Centro) 45 (San Donato Vecchio) | 563      |
| 2001 | 41 (San Donato Centro) 24 (San Donato Vecchio)  | -        |
| 2011 | 14 (San Donato Centro) 4 (San Donato Vecchio)   | -        |

## Geografia antropica
La frazione di San Donato ha carattere prevalentemente rurale e non presenta aree soggette ad urbanizzazione. I centri abitati principali che compongono il nucleo storico della frazione sono le due località di San Donato Centro (33 m s.l.m., 14 abitanti) e di San Donato Vecchio (9 m s.l.m., 4 abitanti), distanti 4 km l'uno dall'altro.
Nel territorio della frazione, data la sua vocazione agricola, si contano poi numerose case sparse, ma anche altri piccoli nuclei abitati come quelli di Barca Colonna (19 m s.l.m.), Doganella  (33 m s.l.m.) e Tre Cerri (14 m s.l.m.).

## Sport
Presso la frazione ha sede la società sportiva San Donato Acli Calcio, che dal 2012 partecipa al campionato regionale di Promozione. Le partite casalinghe sono disputate allo stadio Michele Burioni, situato nella località di San Donato Vecchio. Nell'agosto 2020 la società si è fusa con l'USD Albinia formando una nuova società chiamata A.S.D. Atletico Maremma e che nella stagione 2020/2021 parteciperà al campionato di Promozione Toscana Girone C.